# Liste d'élections en 1916
Chronologie des élections
- 1912
- 1913
- 1914
- 1915
- 1916
- 1917
- 1918
- 1919
- 1920

Cet article recense les élections organisées durant l'année 1916.

## Élections nationales en 1916
Cette section concerne les élections législatives et présidentielles dans un état souverain, éventuellement fédéral, ainsi que leurs principaux référendums.
| Date         | État       | Élection ou référendum      | Contexte | Résultat |
| ------------ | ---------- | --------------------------- | --- | --- |
| 17 janvier   | Guatemala  | Présidentielle              | Le Guatemala à cette date n'est pas encore engagé dans la guerre. Bien que l'élection se déroule au suffrage universel masculin, le Guatemala des années 1910 n'est pas une démocratie, mais un État policier où les mouvements d'opposition sont réprimés. | Seul candidat, Manuel José Estrada Cabrera (Parti libéral : autoritarisme, libéralisme économique) est automatiquement réélu. |
| 2 avril      | Argentine  | Législatives                | Élections au suffrage universel masculin. L'Argentine est un État neutre durant la Grande Guerre. | Alternance. Parlement sans majorité. L'Union civique radicale (centre-gauche) conserve la majorité relative des sièges à la Chambre des députés. |
| 2 avril      | Argentine  | Présidentielle              | Première élection présidentielle au suffrage universel masculin et à bulletin secret, ces deux réformes ayant été adoptées en 1912. | Le candidat de l'UCR, Hipólito Yrigoyen, est élu président de la République avec 46,8 % des voix, succédant au conservateur Victorino de la Plaza. |
| 9 avril      | Espagne    | Générales                   | Élections au suffrage universel masculin. L'Espagne est un État neutre durant la Grande Guerre. En application continue du pacte du Pardo (1885), ces élections ne sont pas réellement démocratiques : les libéraux et les conservateurs s'accordent pour alterner au pouvoir, avec l'appui de la monarchie, écartant ainsi du pouvoir les républicains.                      | Alternance. Le Parti libéral obtient une majorité absolue des sièges, succédant au Parti libéral-conservateur. Álvaro de Figueroa y Torres (libéral) demeure président du conseil des ministres. |
| Mai          | Bolivie    | Législatives                | Renouvellement de la moitié de la chambre basse, et du tiers du Sénat. Élections au suffrage quasi-universel masculin ; les illettrés sont exclus du droit de vote. La Bolivie est un État neutre durant la Grande Guerre. | Le Parti libéral conserve la totalité des sièges au Sénat, et tous les sièges sauf un à la Chambre des députés. |
| 25 juin      | Panama     | Présidentielle              | Le Panama n'entre en guerre qu'en avril 1917, du côté des Alliés. Élections au suffrage censitaire masculin. | Ramón Maximiliano Valdés (Parti libéral) est élu face à Rodolfo Chiari, un dissident du parti soutenu également par des conservateurs. |
| 30 juillet   | Uruguay    | Législatives                | Élection d'une assemblée constituante. Élections au suffrage universel masculin. L'Uruguay est un État neutre durant la Grande Guerre. | Assemblée sans majorité. Le Parti national (conservateur) remporte une majorité relative des sièges. |
| 6 octobre    | Nicaragua  | Législatives Présidentielle | Élections au suffrage universel masculin. Le Nicaragua est un État neutre à ce stade de la guerre. Il est par ailleurs sous occupation militaire des États-Unis depuis 1912, à la suite d'une rébellion conservatrice, soutenue par les États-Unis, contre le gouvernement libéral en 1909. Les libéraux boycottent ces élections.                                            | Seul participant à ces élections, le Parti conservateur remporte mécaniquement tous les sièges au Parlement, et le conservateur Emiliano Chamorro Vargas, seul candidat, est automatiquement élu président de la République. |
| 28 octobre   | Australie  | Référendum                  | Par ce référendum, le gouvernement travailliste (gauche) propose l'introduction de la conscription, alors que les soldats australiens envoyés au front étaient jusque-là tous des volontaires. Le scrutin se déroule au suffrage universel sans distinction de genre. | La proposition est rejetée par 51,6 % des votants. L'armée déployée hors du territoire national reste composée de volontaires. |
| Octobre      | Honduras   | Présidentielle              | Élections au suffrage universel masculin. Le Honduras est un État neutre à ce stade de la guerre. Les libéraux boycottent l'élection, l'estimant frauduleuse. | Seul candidat, Francisco Bertrand (Parti national, conservateur) est automatiquement réélu président. |
| 30 octobre   | Chine      | Vice-présidentielle (en)    | | Cette section est vide, insuffisamment détaillée ou incomplète. Votre aide est la bienvenue ! Comment faire ? |
| 1er novembre | Cuba       | Législatives                | Élections au suffrage universel masculin. Cuba est un État neutre à ce stade de la guerre. Cuba à cette date est officiellement un État indépendant, mais sous forte influence américaine ; l'amendement Platt autorise les États-Unis à y intervenir militairement à tout moment.                                                                                            | Parlement sans majorité. Le Parti conservateur national et le Parti libéral (centre-droit) obtiennent le même nombre de sièges à la Chambre des représentants. Les conservateurs conservent toutefois leur majorité absolue au Sénat |
| 1er novembre | Cuba       | Présidentielle              | | Mario García Menocal, conservateur, est réélu président de la République. |
| 7 novembre   | États-Unis | Chambre (en)                | Les États-Unis à cette date sont un État neutre en relation à la Grande Guerre. Les élections se déroulent en principe au suffrage universel masculin sans distinction ethnique ; en pratique, les États du sud du pays empêchent de nombreux citoyens noirs de voter, au moyen de règles locales (restrictions censitaires, alphabétisation…) dont sont exemptés les blancs. | Le Parti démocrate (centre-gauche) perd le plein contrôle de la Chambre des représentants, qui devient un parlement sans majorité : le Parti républicain (centre-droit) n'y obtient qu'une majorité relative des sièges. Les Démocrates conservent finalement le contrôle de la Chambre des représentants grâce au soutien des députés du Parti progressiste et du Parti socialiste. |
| 7 novembre   | États-Unis | Sénat (en)                  | Trois élections simultanées : chambre, sénat et présidence. | Les Démocrates conservent la majorité absolue des sièges au Sénat |
| 7 novembre   | États-Unis | Présidentielle              | | Woodrow Wilson (démocrate) est réélu président des États-Unis avec 49,2 % des suffrages populaires, devant Charles Evans Hughes (républicain). |

## Élections en subdivisions nationales en 1916
Cette section concerne les élections législatives dans un État fédéré, une subdivision territoriale ou une colonie d'un État souverain, ainsi que leurs principaux référendums.
| Date            | Subdivision          | État          | Élection ou référendum | Contexte | Résultat |
| --------------- | -------------------- | ------------- | ---------------------- | --- | --- |
| 28 février      | Îles Féroé           | Danemark      | Législatives           | | Cette section est vide, insuffisamment détaillée ou incomplète. Votre aide est la bienvenue ! Comment faire ?         |
| 25 mars         | Tasmanie             | Australie     | Législatives (en)      | | Cette section est vide, insuffisamment détaillée ou incomplète. Votre aide est la bienvenue ! Comment faire ?         |
| 22 mai          | Québec               | Canada        | Générales              | | Cette section est vide, insuffisamment détaillée ou incomplète. Votre aide est la bienvenue ! Comment faire ?         |
| 6 juin          | Philippines          | États-Unis    | Assemblée (en)         | | Cette section est vide, insuffisamment détaillée ou incomplète. Votre aide est la bienvenue ! Comment faire ?         |
| 1er - 3 juillet | Finlande             | Empire russe  | Législatives           | Officiellement, État autonome membre de l'Empire russe, la Finlande participe à la Première Guerre mondiale, bien qu'en réalité peu de soldats finlandais y prennent part. Élections au suffrage universel, sans distinction de genre. (La Finlande est le premier pays d'Europe à reconnaître le droit de vote aux femmes, en 1906, date à laquelle tous les hommes obtiennent également le droit de vote.) | Le Parti social-démocrate, qui disposait d'une majorité relative, remporte cette fois la majorité absolue des sièges. |
| 14 septembre    | Colombie-Britannique | Canada        | Générales              | | Cette section est vide, insuffisamment détaillée ou incomplète. Votre aide est la bienvenue ! Comment faire ?         |
| 3 octobre       | Philippines          | États-Unis    | Sénat (en)             | | Cette section est vide, insuffisamment détaillée ou incomplète. Votre aide est la bienvenue ! Comment faire ?         |
| 21 octobre      | Islande              | Empire danois | Législatives           | Élections au suffrage universel sans distinction de sexe. Premières élections islandaises où les femmes puissent voter. L'Islande à cette date est sous souveraineté danoise, et est donc État neutre durant la Grande Guerre. | Alternance. Le Parti pour l'autonomie obtient une majorité relative des sièges.                                       |